# Ctenomys yolandae
Ctenomys yolandae is een zoogdier uit de familie van de kamratten (Ctenomyidae). De wetenschappelijke naam van de soort werd voor het eerst geldig gepubliceerd door Contreras & Berry in 1984.